# Ida Werner
Ida Sara Elisabeth Werner, född Gradman den 11 mars 1809 i Göteborg, död 14 april 1870 i Hedvig Eleonora församling, Stockholm, var en svensk målare.

## Biografi
Ida Werner var dotter till kofferdikaptenen Johan Andersson Gradman och Jenny Minten och från 1829 gift med regementsläkaren Henrik Werner samt mor till Gotthard Werner. Hon var en skicklig blomstermålare och följde med sin son till Paris under hans utlandsstudier. Hon arbetade som blomstermålare i Paris och blev erbjuden en fast anställning som målare vid Sèvres-fabriken om hon kunde tänka sig att bosätta sig permanent i Paris. Hon kom att betyda mycket för sonens konstnärliga utveckling. 
Makarna Werner är begravda på Gamla griftegården i Linköping.